# Ламарк, Эрар де
Эрар де Ламарк (фр. Érard de La Marck, нем. Eberhard von der Mark; 31 мая 1472[…], Седан — 27 февраля 1538, Льеж) — кардинал, князь-епископ Льежа в 1506—1538 годах. Третий сын Роберта I де Ламарка, сеньора Седана, Флоранжа и Жамеца, правителя герцогства Бульон.
Был также лордом Жамеца, епископом Шартра (1507—1525) и архиепископом Валенсии (1520—1538). Папа Лев X возвёл его в кардиналы в 1520 году. Сначала он попытался получить защиту от короля Франции и, наконец, заключил союз с императором. Ему удавалось поддерживать мир в княжестве-епископстве на протяжении всего своего правления.
В период правления де Ламарка Льежское епископство процветало как никогда ни до ни после. Он реконструировал дворец князя-епископа, разрушенный во время войн с Бургундией ещё в предыдущем веке. Также он восстановил многие культурные памятники, в том числе коллегиальную церковь Святого Мартина.